# Jarre in China
Jarre in China är en konsertproduktion av Jean Michel Jarre som återger hans konserter i Förbjudna staden och på Himmelska fridens torg i Peking, Kina. Konserten hölls i oktober 2004. Utgåvan omfattar 2 DVD-Video och en CD och gavs ut 2005. Konsertutgåvan är den första som har THX-certifierats för hög ljud- och bildkvalitet. Ljudformaten är Dolby Digital 5.1 (448 kbit/s) och DTS 5.1 (1536 kbit/s). Därtill finns kommentatorspår på franska och engelska (Dolby Digital 2.0). På CD:n ges en kortversion av konserten i Förbjudna staden, samt ett bonusspår. Extramaterialet inkluderar bl.a. den 50 minuter långa dokumentären ”Jean-Michel Jarre: In The Footsteps Of The Last Emperor”.

## Låtlista, Förbjudna staden, DVD 1
1. Forbidden City
2. Aero
3. Oxygene 2
4. Oxygene 4
5. Geometry of Love
6. Small Band in the Rain
7. Equinoxe 4
8. Journey to Beijing
9. Chronology 6
10. Theremin Memories
11. Zoolookologie
12. Aerozone
13. Aerology
14. Chronology 3
15. Vivaldi ”Winter”
16. Fishing Junks at Sunset
17. Rendez-vous 4
18. Souvenir of China
19. Rendez-vous 2

## Låtlista, Himmelska fridens torg, DVD 2
1. Arrival
2. Aerology (remix)
3. La Foule, Tribute to Edith Piaf
4. Tian’anmen
5. Oxygene 13

## Låtlista, CD
1. Aero
2. Oxygene 2
3. Oxygene 4
4. Geometry of Love
5. Equinoxe 8
6. Equinoxe 4
7. Chronology 6
8. Fishing Junks at Sunset
9. Souvenir of China
10. Aerology Remix (bonus)

## Medverkande
- Jean Michel Jarre
- Francis Rimbert
- Patrick Rondat
- Claude Samard
- Cheng Lin (spelar erhu i Oxygene 2 och Journey to Beijing, samt sjunger i La Foule, Tribute to Edith Piaf)
- Lin Yuan (spelar suona i Geometry of Love, Equinoxe 4 och Tian’anmen)
- Wang Feng
- You Hongfei (operasångerska; sjunger i Chronology 3 och Rendez-vous 2)
- Yang Shi Yi
- Beijing Symphony Orchestra
- National Chinese Ochestra (spelar traditionella kinesiska instrument)
- The Beijing Opera Chorus